# Balbeque
Balbeque ou Baalbeque (em aramaico: Balabakk; em árabe: بعلبك‎‎; romaniz.: Baʿalbek), também conhecida pelos romanos como Heliópolis (em latim: Heliopolis), é uma cidade histórica do Líbano.

## História
Antiga cidade da Fenícia, no vale do Beca, tornou se colônia romana sob o imperador Augusto (r. 27 a.C.–14 d.C.). A acrópole da cidade conserva importantes vestígios romanos. As gigantescas ruínas de Balbeque se encontram em meio à planície de Beca, entre as cordilheiras do Líbano e do Anti-Líbano. Foi chamada Heliópolis, "cidade do sol", pelos gregos e romanos.
Sua origem recua até se perder nas lendas antigas de Baal, que era considerado "o controlador do destino humano". Durante os primeiros séculos da era cristã, Balbeque foi muito próspera e famosa. Seus edifícios, como os conhecemos agora, tiveram sua construção iniciada pelo Imperador romano Antonino Pio (r. 138–161), e continuada por Septímio Severo e outros imperadores até Caracala (r. 211–217).
Os romanos construíram Balbeque para honrar a Júpiter, a Baal e a Baco, e para impressionar as nações do Oriente com o poder e a grandeza de Roma. Na condição de centro de adoração do Sol, ela tornou-se conhecida como a morada de um oráculo (centro de adivinhações). A cidade foi visitada pelos principais governantes da época e por pessoas importantes que vinham de todas as partes.
A base do templo possui pedras entre 900 e 1 400 toneladas alinhadas, perfeitamente encaixadas e apoiadas entre 5 e 10 metros de altura sobre outras pedras menores. Seu formato e tamanho das pedras também é comparado com o Templo de Jerusalém onde, em seu centro, existe o Domo da Rocha do Islamismo, no exato local onde estaria construído o Santo dos Santos (centro do templo israelita), sobre uma rocha segundo a qual os deuses visitavam a terra e ficavam sobre ela, chamada Pedra Sagrada.